# Boys Meet U (アルバム)
『Boys Meet U』（ボーイズ・ミート・ユー）は、韓国のアイドルグループSHINeeの日本での2枚目のオリジナルアルバム。2013年6月26日にEMIミュージックジャパンより発売された。

## 概要
2012年に発売したシングル「Sherlock」「Dazzling Girl」「1000年、ずっとそばにいて…」、2013年発売の「Fire」のほか、シングルのカップリング曲を含む計12曲を収録。初回限定盤、通常盤の計2種類でリリースされた。初回限定盤には、フォトブックレット44P、トレカが、通常盤には、トレカ、フォトブックレット24Pが付属する。なお、このアルバムのリード曲は「Breaking News」である。

## 収録曲

### CD
1. Password
2. Breaking News
3. Dazzling Girl
「じゅわいよ・くちゅーるマキ」TVCMソング
日本テレビ系「スッキリ!!」10月テーマソング
4. 1000年、ずっとそばにいて…
5. Run With Me
6. Kiss Yo
7. 君がいる世界
8. Keeping love again
9. BURNING UP!
10. Sherlock
11. Fire
TBS「マツコの知らない世界」エンディングテーマ
12. I'm with you

### DVD
1. Sherlock Music Video
2. Dazzling Girl Music Video
3. 1000年、ずっとそばにいて… Music Video
4. Fire Music Video
5. Sherlock Dance Music Video
6. Dazzling Girl Dance Music Video
7. Dazzling Girl SPECIAL SHOWCASE MOVIE